# سلجوق نامه (تاريخ)
سلجوق نامه أو تاريخ آل سلجوق هو مصطلح غير رسمي يستخدم للإشارة إلى أي من السجلات العديدة التي تتحدث عن تاريخ السلاجقة في العصور الوسطى والتي كتبها مؤلفون مختلفون، معظمها باللغة الفارسية. كما أنها تُستخدم في تاريخ السلاجقة العثماني في القرن الخامس عشر (التركية العثمانية: تاريخ آل سلچوق). السجل العثماني، الذي كتبه يازيجي أوغلو علي باللغة التركية العثمانية، هو التاريخ الرسمي الوحيد للبلاط الإمبراطوري منذ عهد مراد الثاني، ويعمل على تأسيس سرد لمطالبة الأسرة العثمانية بالنسب من خلال السلاجقة؛ ومن أشهر الأمثلة عليه هو سلجوق نامه للنيسابوري.

## سلجوق نامه لابن بيبي (القرن الثالث عشر)
وُلِد ابن بيبي ابنًا للاجئين من خوارزم وخراسان الذين فروا من أراضيهم الأصلية بعد وفاة آخر حكام السلالة الخوارزمية ، جلال الدين منجبورنو. وقد بلغ ابن بيبي مكانة عالية لدى سلاجقة الأناضول باعتباره "حامل الأختام" وكان مسؤولًا عن جميع المراسلات السلجوقية. كانت والدته تشغل منصبًا في البلاط الإمبراطوري في خوارزم كعالمة فلك. تمكنت من العثور على منصب في بلاط السلطان السلجوقي كيقباد الأول. وهكذا بدأ ابن بيبي خدمته في البلاط السلجوقي في عهد كيقباد الأول، والتي استمرت حتى بعد معركة جبل كوس، عندما أصبحت سلطنة الروم، التي هزمتها الإمبراطورية المغولية، تابعة للإيلخانات.
اقترح المؤرخ علي أنوشهر أن سجل ابن بيبي لتاريخ السلاجقة، المسمى سلجوق نامه، اتبع نمطًا مشتركًا يمكن العثور عليه في السجلات السابقة التي كتبها المؤرخون الفارسيون في العصور الوسطى أبو الفضل البيهقي ونظام الملك. ويسمي أنوشهر هذا النمط "ثالوث الملوك"، الذي يبدأ بملك مؤسس غازي يعيش حياة مليئة بالشقاء كأمير محارب متجول محروم "يعود" لاستعادة عرشه. الملك الثاني للثالوث هو حاكم على الغزاة خلال عصر مزدهر ومستقر، والملك الثالث يصور على أنه حاكم فاسد وعديم الخبرة يخسر المملكة لمجموعة جديدة من الغزاة.

## سلجوق نامه ليازجي أوغلو علي (القرن الخامس عشر)

### التأليف

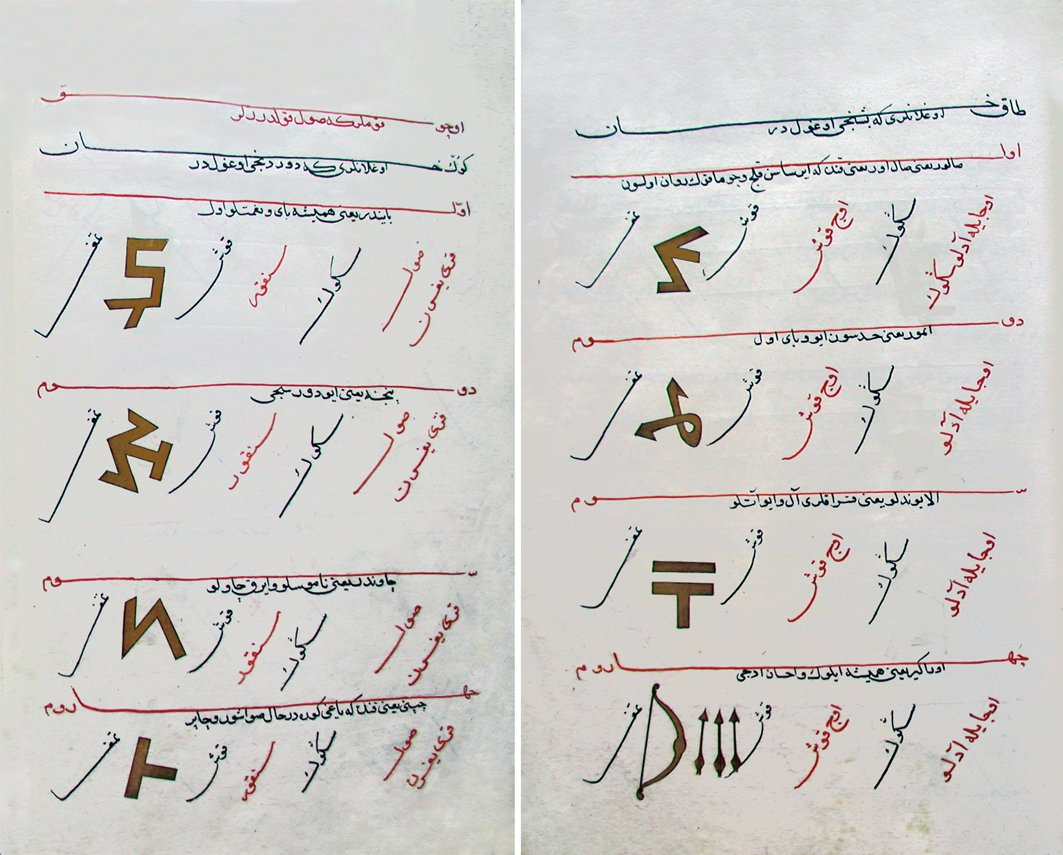
صفحة من سلجوق نامه ليازجي، تتضمن قائمة بتمغات الأتراك الغزية

إن مؤلف التاريخ العثماني للقرن الخامس عشر المُسمى تاريخ آل سلجوق [التركية] (التركية العثمانية: تواريخ آل سلچوق) كان يازجي أوغلو علي (حرفيًا "علي ابن الكاتب")، الذي كان موظفًا مدنيًا في عهد مراد الثاني. أُرسل إلى مصر المملوكية سفيرًا عُثمانيًّا . بخلاف ذلك، لا توجد أي معلومات عن حياته الشخصية. ومع ذلك، كان هناك اثنان آخران من عائلة يازجي أوغلو في نفس الفترة ويعتقد أنهما شقيقاه، أحمد بيكان ومحمد بيكان، وكان والدهما صلاح الدين الجيليبولوي (جيليبولو هي مركز مقاطعة تشاناكالي في تركيا الآن) وكان كاتبًا ومؤلف كتاب في علم الفلك. وبما أن يازجي أوغلو يعني "ابن الكاتب" فإن الافتراض حول عائلة علي مبرر.[بحاجة لمصدر]

### شرعية العثمانيين
في الأيام الأولى للإمبراطورية العثمانية، عانى العثمانيون من اتهامات حول أصولهم. شكك كل من القاضي برهان الدين وتيمور في السيادة العثمانية في الأناضول. سخر القاضي برهان الدين من العثمانيين من خلال استبدال كلمة قايقي(قارب) بدلًا من قايي، اسم قبيلة العائلة العثمانية. حاول العثمانيون إثبات نبلهم. كان مراد الثاني قلقًا بشكل خاص بشأن الاتهامات، وكُلف يازيجي أوغلو علي بكتابة كتاب عن أصل العائلة العثمانية.
يناقش كتاب السلاجقة هذا بإيجاز نسب السلالة العثمانية من خلال تأكيد النسب العثماني من سلاجقة سلطنة الروم. يعتبر كتاب سلجوق نامه هو التاريخ الرسمي الوحيد للبلاط الإمبراطوري في عهد مراد الثاني.

### النص
هناك خمسة أقسام. القسم الأول يتحدث عن العصر ما قبل الإسلام عند الأتراك. في هذا القسم يزعم علي أن السلالة العثمانية هي استمرار لخاقان أوغوز الأسطوري. كما ذُكر القارلوق والإيغور والقبجاق (الشعب التركي في العصور الوسطى) في هذا القسم. أما القسم الثاني فهو عن الدولة السلجوقية. أما القسم الثالث فهو في الواقع ترجمة لكتاب ابن بيبي. أما القسم الرابع فيتحدث عن كيقباد الأول (1220-1237) من سلاجقة الأناضول وعثمان الأول (1298-1326) من العثمانيين. أما القسم الأخير فهو ملخص لأحوال الأناضول بعد وفاة غازان خان المغولي (1304م).
يتضمن نص السلجوق نامه العثماني الذي يعود للقرن الخامس عشر جزءًا من نص أوغوزنامه في 65 سطرًا، لذا قد يستخدم العلماء المصطلح الأخير أحيانًا للإشارة إلى هذا النص. يستخدم يازيجي أوغلو علي مصطلح أوغوزنامة في النص في إشارة إلى نصوص سابقة باللغة الأويغورية، ومن المحتمل أن المؤلف استخدم هذه النصوص باللغة الإيغورية. هذه النصوص السابقة، والتي وُثقَت في مصادر متعددة من العصور الوسطى من العصر العثماني، لم تنجُ إلى يومنا هذا. بعض الأسماء من كتاب ديده كوركوت، والتي تعتبر أحد أنواع الأوغزنامه، تتكرر في السلجوقنامه.
كتب علي أنوشهر أن جوانب معينة من أعمال ابن بيبي السابقة حُدثّت بمصطلحات القرن الخامس عشر مثل القمة (كرة المدفع) والتوفك (البندقية)، في حين استخدم النص الأصلي باللغة الفارسية في القرن الثالث عشر مصطلح منجانيق (محرك الحصار).

## طالع أيضًا
- سلجوق نامه